# Horace Wells
Horace Wells (Hartford, 21 gennaio 1815 – New York, 24 gennaio 1848) è stato un dentista statunitense, pioniere negli studi sull'anestesia.
Fu il primo a studiare gli effetti narcotici del protossido d'azoto e del cloroformio, senza però riuscire a dimostrarne l'efficacia alla comunità scientifica del tempo; una dimostrazione pubblica fallita, infatti, lo espose al ridicolo e allo scherno dei colleghi. Le sue ricerche furono continuate privatamente da William Green Morton, suo collega, che se ne attribuì tutto il merito e ne ricavò grande successo. Tali eventi spinsero Wells a provare su di sé nuovi metodi di anestesia, esperimenti questi che minarono ulteriormente il suo provato stato psichico, portandolo alla pazzia.
Fu arrestato a New York dopo aver aggredito con l'acido alcune prostitute e si uccise recidendosi l'arteria femorale, non prima però di essersi anestetizzato col cloroformio. Moriva proprio mentre a Parigi la comunità scientifica gli stava attribuendo ufficialmente la paternità delle innovazioni mediche da lui scoperte.

## Biografia

### Famiglia e formazione
Horace Wells nacque a Hartford nella contea di Windsor, nel Vermont. Fu il primo dei tre figli avuti da Horace e Betsey Heath Wells, proprietari di una grande fattoria nel Connecticut. Iniziò i suoi studi presso l'Accademia di Amherst, per poi trasferirsi in una scuola privata a Walpole nel New Hampshire. La morte del padre, nel 1829, fu per lui un duro colpo, sia affettivo che economico, che lo costrinse ancora giovanissimo ad impartire lezioni private per poter continuare a pagarsi gli studi. Nel novembre del 1830, la madre Betsey si risposò con un vedovo, Abiather Shaw. Questi aveva una grande casa nel Westmoreland, in cui viveva con i suoi sette figli nati dal matrimonio precedente e nella quale poco dopo si trasferirono anche Horace con la madre e i suoi fratelli, Charles (poi diventato un importante medico) e Mary. 
Qui Wells poté continuare i suoi studi fino all'età di diciannove anni, quando si trasferì a Boston, dove apprese l'arte dell'odontoiatria, che era allora ancora agli albori: infatti solo nel 1840 sarà fondato a Baltimora il College of Dental Surgery, la prima scuola dentistica americana. Wells perciò ricevette un insegnamento più pratico che teorico.
Il 9 luglio 1838, all'età di ventitré anni, sposò Elizabeth Wales, dalla quale nell'agosto del 1839 ebbe Charles Thomas Wells.

### Medico odontoiatra
Intorno al 1840 iniziò la sua professione di dentista e divenne subito uno dei più apprezzati del tempo, nonché uno dei più stravaganti: capitava che all'indomani di un'operazione dentale particolarmente angosciante smettesse di lavorare per diverse settimane, al punto da prendere in considerazione la possibilità di rinunciare del tutto all'odontoiatria.

### La scoperta del protossido d'azoto

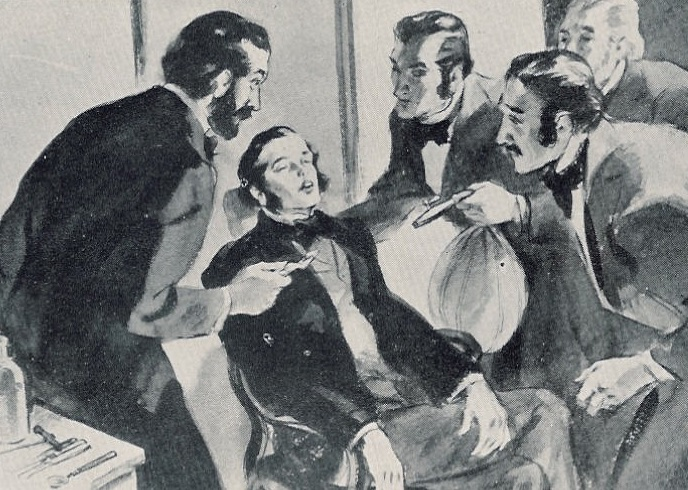
Un dentista si appresta ad estrarre un dente a Wells

Nel dicembre del 1844 venne a sapere di una manifestazione a Hartford sul protossido di azoto (meglio noto come gas esilarante, capace di indurre una sorta di ebbrezza alcolica in chi lo aspirava), organizzata dallo showman Gardner Quincy Colton, uomo probabilmente più interessato al denaro che al progresso della ricerca medica. Durante lo spettacolo notò che uno dei volontari che si era sottoposto alla somministrazione del gas, un certo Cooley, aveva urtato contro l'orlo di un sedile e, senza accorgersi della profonda ferita procuratasi alla gamba, aveva continuato a far divertire il pubblico con i movimenti tipici di un ubriaco. Fu così che intuì la possibilità di estendere l'uso del protossido di azoto anche in chirurgia odontoiatrica e dimostrare ai medici dell'epoca che il dolore durante un'operazione chirurgica poteva essere anestetizzato. In seguito, quando iniziò i suoi esperimenti, fu lo stesso Colton a fornirgli il protossido di cui aveva bisogno.
Consapevole dei rischi che tale uso comportava, decise di rischiare in proprio piuttosto che mettere a repentaglio la vita di altri. Collaborò col dr. Riggs, dentista e suo collega, al fine di dosare la giusta quantità di farmaco da inalare e si prestò all'asportazione di un dente del giudizio che gli doleva ormai da qualche tempo. L'estrazione fu un successo: Wells si accorse di non aver avvertito nessun tipo di dolore e decise di pubblicare la nuova scoperta. La tecnica però era ancora troppo rudimentale e provò a migliorarla eseguendo una dozzina di interventi chirurgici nel corso del mese successivo.
Ebbe così il materiale per ultimare la stesura del suo libro, intitolato Day Book, oggi conservato nella Walter R. Steiner Medical Library della Società Medica di Hartford.
(Horace Wells)

### La dimostrazione pubblica del 1845
Nel gennaio del 1845 si rivolse ad un suo vecchio collega, il dentista William Green Morton, con cui aveva già collaborato a Boston dal 1842 al 1843 e che poi si trasferì ad Harvard per tentare gli studi di medicina, senza però ottenere la laurea tanto ambita, che conseguì solamente nel 1852 "honoris causa". Morton lavorava presso il Massachusetts General Hospital di Boston, uno degli ospedali più noti del tempo.
Grazie alla sua mediazione, Wells poté così inscenare una dimostrazione pubblica in una grande sala della Harvard Medical School, dove era solito operare il famoso professor John Collins Warren (fondatore dell'American Medical Association e iniziatore del New England Journal of Medicine). Fu proprio lui a presentarlo ai docenti e agli studenti, tra lo scetticismo generale. Non essendo previsto per quel giorno nessun caso chirurgico, Wells si offrì per estrarre un dente ad un volontario del pubblico. Il caso volle che il volontario fosse un uomo corpulento e probabilmente la dose di anestetico usata fu insufficiente, tanto che all'inizio dell'estrazione l'uomo si mise subito a gridare dal dolore. Il pubblico in sala iniziò a fischiare contro lo sfortunato dentista e a gridare "humbug" (imbroglione). Ma anche quando provò a riproporre l'esperimento fu tutto vano, non essendoci stato più nessuno del pubblico a farsi avanti. Questo fallimento condizionò e distrusse la sua vita: ossessionato dalla sua idea, Wells continuò i suoi esperimenti utilizzando altre sostanze che provava sempre più spesso su di sé, tanto che finì per intossicarsi in modo serio, compromettendo radicalmente la sua personalità.
Nel frattempo Morton continuava a sperimentare l'uso dell'etere come anestetico con proprietà analoghe a quelle del protossido di azoto. Il 16 ottobre 1846, forte delle esperienze del suo amico e di ulteriori suggerimenti ricevuti da un chimico di Boston, Charles Thomas Jackson, tentò una nuova dimostrazione pubblica, stavolta nel più importante anfiteatro chirurgico del Massachusetts General Hospital, oggi rinominato "The Ether Dome". La dimostrazione funzionò brillantemente: Morton si preoccupò di addormentare il paziente e Warren di asportare un tumore al collo. Al termine dell'operazione Warren si rivolse ai presenti pronunciando una frase rimasta celebre: “Gentlemen, this is no hambug!”.
Ormai il protossido di azoto era stato completamente eclissato dall'uso dell'etere; dopo solo poche settimane, in tutto il mondo i maggiori chirurghi iniziarono ad utilizzarlo. In poco più di un anno almeno una dozzina di pubblicazioni scientifiche di alto livello ne diffusero e perfezionarono principi e metodi.

### Gli ultimi anni
Sentendosi fortemente tradito, Wells decise di abbandonare la professione di odontoiatra e viaggiò per il Connecticut, vendendo e sponsorizzando docce automatiche ed altri articoli per la casa. Intanto la profonda amarezza provata lo spinse a rivolgere petizioni e richieste alle autorità e al mondo scientifico, nella speranza che gli venisse attribuita la paternità dell'invenzione, nonché il brevetto e la possibilità di sfruttarlo commercialmente.

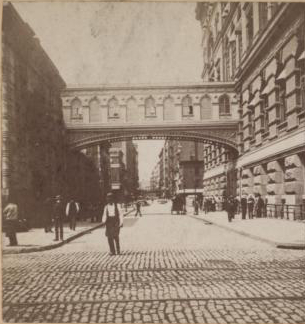
Manhattan Detention Complex di New York, soprannominato "The Tombs"

Quando decise di intraprendere un viaggio in Europa nella speranza di trovare un pubblico più ricettivo, la Società Medica di Parigi mostrò un certo interesse per i suoi studi, tanto da offrirgli un lavoro di ricercatore, che però non lo soddisfaceva a pieno.
Nel gennaio del 1848, infatti, ritornò in America, questa volta a New York; qui, però, la solitudine e la nostalgia di casa lo portarono ad utilizzare l'etere ed il cloroformio in maniera così sconsiderata da diventarne ben presto dipendente. La situazione precipitò quando, la notte del suo trentatreesimo compleanno, in preda al delirio, gettò dell'acido contro due prostitute di Broadway, corrodendone fortunatamente solo gli indumenti. La polizia sopraggiunta arrestò immediatamente Wells per tentato omicidio e lo incarcerò al Manhattan Detention Complex, carcere municipale di New York. Qualche giorno dopo chiese alle guardie di scortarlo a casa per prendere il suo rasoio da barba, ma poi lo usò per recidersi l'arteria femorale all'inguine sinistro, dopo aver inalato una dose di cloroformio sufficiente a non provare dolore.

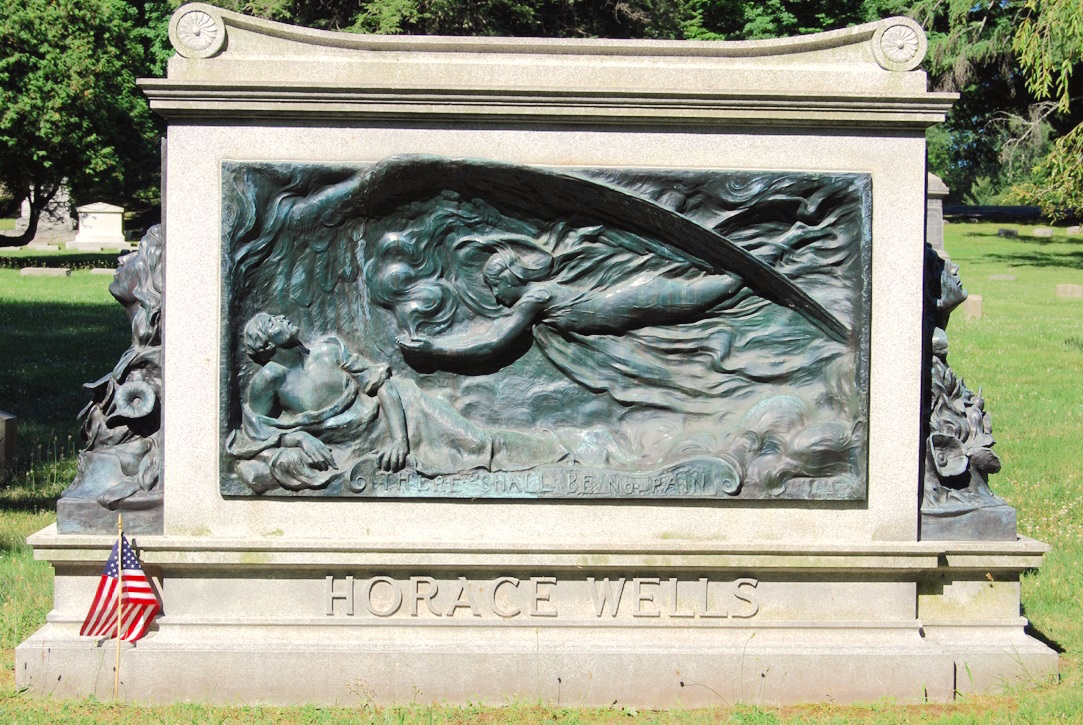
La tomba di Horace ed Elizabeth Wells nel Cedar Hill Cemetery di Hatford

Alla sua morte il corpo fu consegnato alla famiglia, che si premurò di seppellirlo nel cimitero di Old North Burying Ground ad Hartford, fino a che, nel 1908, il figlio Charles decise che il padre e la madre, ormai anch'essa deceduta, dovessero essere seppelliti entrambi nel Cedar Hill Cemetery. Volle che sulla lapide fosse inciso "Horace Wells: lo scopritore dell'anestesia".
Solo pochi giorni dopo il suicidio giunse alla moglie Elizabeth una lettera in cui si leggeva: “Mio caro Wells, ritorno proprio ora da una seduta della Società Medica di Parigi, dove, con una votazione, è stato stabilito che soltanto a Horace Wells spetta la gloria di avere per primo usato il gas come narcotico”. Poco dopo sui giornali si leggeva la risposta della povera vedova: “Il grande dono che mio marito ha fatto all'umanità si è mutato nella più grande maledizione per la sua famiglia”.

## Monumenti e memorie
Nel 1864 anche l'American Dental Association, seguita nel 1870 dall'American Medical Association, riconobbe Horace Wells come lo scopritore della moderna anestesia. Nel 1868 venne eretto nel Public Garden di Boston l'Ether Monument per celebrare l'introduzione della tecnica anestetica nella medicina chirurgica. Nel luglio del 1874 fu commissionata una sua statua a grandezza naturale, che ora si trova nel Bushnell Park di Hartford.
Nel marzo del 1910 gli fu dedicato un monumento in marmo nella Place des Etats-Unis a Parigi.